# Мама, мы все сошли с ума
«Мама, мы все сошли с ума» («Мама, мы все тяжело больны») — песня группы «Кино» и Виктора Цоя, известная под двумя названиями.
Входит и в дискографию других исполнителей — Александр Ф. Скляр, «Смысловые галлюцинации», «Lumen», «Декабрь», «25/17», «СТИЗ».

## Названия песни
«Мама, мы все сошли с ума» — оригинальное название песни, впервые представленной в альбоме «Группа крови» (1988); название напрямую отсылало к одному из самых больших хитов 1970-х — песне группы «Slade» — «Mama Weer All Crazee Now».
«Мама, мы все тяжело больны» — второе название песни, впервые представленное в альбоме-сборнике «Последний герой» (1989).
Песня имеет и третье название — «Maman». Под таким название она была издана во Франции, на одноимённом сингле «Maman» из сборника Le dernier des héros («Последний герой»).

## Создание песни
Партию бас-гитары придумал и сыграл Юрий Каспарян.

«Мама, мы все сошли с ума», я помню, Виктору понравился басовый риф, и он его играл и играл. И через два месяца он сказал, что получилась песня. Но, насколько я знаю творческий процесс, иногда у него целиком появлялась песня, иногда он с какого-то музыкального фрагмента начинал действовать, иногда ещё как.
— Юрий Каспарян
Автором музыки и слов является Виктор Цой, аранжировка — группа «Кино».
В 2019 году сын Виктора Цоя Александр Цой предложил организовать концерты группы, в которых использовался бы вокал Виктора Цоя из старых песен, но при этом живая музыка бывших участников группы. В рамках подготовки к концертам, музыканты записали обновлённую версию песни «Мама, мы все тяжело больны».
В 2022 году «Кино» выпустило сборник перезаписанных песен «12 22». Музыкальный критик Алексей Мажаев назвал самым большим достоинством релиза инструментальное вступление к песне «Мама, мы все тяжело больны».

## Участники первой записи песни
- Виктор Цой — вокал
- Юрий Каспарян — соло гитара
- Георгий Гурьянов — программирование драм-машины «Yamaha RX-11», бас-гитара;
- Андрей Сигле — клавишные.

## Видеоклипы
- «Мама, мы все тяжело больны» — клип группы «25/17» (2011). Режиссёр — Андрей Давыдовский.

## Дискография песни
Песня пережила множество изданий в разных альбомах.

### В альбомах группы «Кино» иВиктора Цоя
- 1988 — «Группа крови» (альбом);
- 1989 — «Последний герой» (сборник, изданный во Франции как «Le Dernier Des Héros») и «Maman» (сингл из сборника);
- 2021 — «Кино в Севкабеле» (концертный альбом)[4]
- 2022 — «12 22» (сборник)[2].

### Втрибьютахгруппе «Кино» и Виктору Цою
- 2000 — «КИНОпробы». Два варианта песни записали: 1. группа «Смысловые галлюцинации» 2. Александр Ф. Скляр и группа «Ва-банкъ»;
- 2002 — «День рождения Виктора Цоя». Песню исполнил Александр Ф. Скляр;
- 2010 — «КИНОпробы. Рэп-трибьют». Песню исполнили рэпер Ант и группа «25/17»;
- 2010 — «20 лет без Кино» (трибьют-концерт). Песню исполнила группа «Смысловые галлюцинации».
- 2014 — «Спасём Мир. Tribute To Tsoy 2014» (трибьют-компиляция). В компиляцию вошёл вариант песни Александра Ф. Скляра.

### В альбомах других групп и исполнителей
1. 2000 — вариант альбома «3000» группы «Смысловые галлюцинации» под названием «Вечно молодой»;
2. 2007 — «Сквозь дым», альбом группы «Декабрь»;
3. 2008 — «Песни моряков», альбом Александра Ф. Скляра;
4. 2010 — «Зебра», альбом рэпера Ант и группы «25/17»;
5. 2011 — «Лабиринт», концертный альбом группы «Lumen»;
6. 2012 — «Мама, мы все тяжело больны», сингл группы «СТИЗ» и Андрея Стиза;
7. 2013 — «Бортовой Журнал (10 Лет На Волне. Live)», концертный альбом рэпера Ант и группы «25/17».

### Ремиксы «Кино»
- 2000 — песня вошла в сборник ремиксов «Печаль».